# Darunee Ora-In
Darunee Ora-In (ur. 6 lutego 1991) – tajska zapaśniczka walcząca w stylu wolnym.
Złota medalistka igrzysk Azji Południowo-Wschodniej w 2009 i srebrna w 2011. Jedenaste miejsce na mistrzostwach Azji w 2010. Piąta na igrzyskach azjatyckich w 2010 roku.